# Ratpenat de ferradura lobulat
El ratpenat de ferradura lobulat (Rhinolophus lobatus) és una espècie de ratpenat de la família dels rinolòfids. Viu a Moçambic i, possiblement, altres parts de l'Àfrica oriental i Meridional. Se'l considerà una subespècie de R. landeri fins al 2018, quan fou reconegut com a espècie a part basant-se en dades genètiques i caràcters morfològics i acústics. El seu nom específic, lobatus, significa ‘lobulat’ en llatí.